# ريج إدواردز (لاعب كرة قدم)
ريج إدواردز (بالإنجليزية: Reg Edwards)‏ (28 يناير 1953 في المملكة المتحدة - ) هو لاعب كرة قدم بريطاني في مركز حراسة المرمى. لعب مع بورت فايل وستافورد رينجرز وAlvechurch F.C. ‏ وBrereton Social F.C. ‏ وRedditch United F.C. ‏.